# Thomas Yellowtail
Thomas Yellowtail (7 mars 1903 - 24 novembre 1993) est un guide spirituel indien de la tribu Crow qui dédia sa vie à la récupération, la préservation et la revitalisation des traditions spirituelles des Amérindiens, en dépit des politiques menées par le gouvernement des États-Unis.

## Biographie
Thomas Yellowtail est né au sud de Lodge Grass (Montana), dans la réserve indienne des Crows. Son père s'appelait «Hawk with the Yellow Tail Feathers». À l'époque, le gouvernement américain avait l'habitude d'attribuer des noms de famille aux Indiens pour les assimiler à la culture blanche et faciliter la tenue des dossiers. Ainsi, le fils de Hawk with the Yellow Tail Feathers reçut-il le nom de famille Yellowtail. Dans la jeunesse de Yellowtail, les anciens et grands guerriers qui avaient participé aux guerres des Plaines et qui avaient vécu la vie nomade traditionnelle de leur peuple vivaient encore, bien qu'ils aient été contraints d'entrer dans les réserves. Yellowtail se rappelle  avoir souvent vu les anciens guerriers assis autour des feux de camp célébrant des cérémonies sacrées.
La vallée de Lodge Grass a été appelée la Vallée des Chefs en raison du fait que tous les grands chefs de guerre y vivaient.  La jeunesse de Yellowtail a été façonnée par ces aînés qui avaient vécu la vie nomade traditionnelle. Ces "anciens" lui ont appris à connaître et à aimer la spiritualité traditionnelle de ses ancêtres.
Le gouvernement des États-Unis tentait de gommer ces traditions ancestrales. Diverses lois (ordre du secrétaire de l'Intérieur des États-Unis de 1884) interdirent les cérémonies traditionnelles pendant près de 50 ans. Pendant cette période, les enfants de la réserve, y compris Yellowtail, ont été éloignés de leur foyer et forcés de fréquenter les pensionnats du gouvernement. Dans ces pensionnats, il était interdit aux enfants de parler leur propre langue, il fallait porter des vêtements d'homme blanc et se couper les cheveux.
Parallèlement, presque toutes les confessions chrétiennes ont ouvert des églises sur ou près des réserves et ont activement essayé de convertir les Indiens.
Thomas Yellowtail épousa Susie Walking Bear, de la tribu des Crows, le 27 avril 1929. Susie était une fervente activiste pour la cause amérindienne. 
Le nom et la famille Yellowtail sont bien connus des Amérindiens. Son frère aîné, Robert Yellowtail, fut le premier surintendant amérindien d'une réserve et fut choisi  comme commissaire du Bureau des affaires indiennes  par le président Dwight D. Eisenhower, et bien qu'il ait refusé la nomination, le barrage de Yellowtail et le réservoir Yellowtail du Montana portent son nom.
Pendant les cinquante ans d'interdiction par le gouvernement américain, les traditions de la tribu n'ont pu s'exercer. Lorsqu'elles sont redevenues légales en 1934, il n'en restait plus qu'un vague  souvenir.  Cependant la tribu voisine des Shoshones avait périodiquement pratiqué ses propres rites ancestraux pendant l'interdiction sans que la bureaucratie de Washington le sache. Lorsque l'interdiction a pris fin, la tribu des Crows a demandé à John Trehero, chef spirituel des Shoshones, de les aider à diriger une cérémonie sacrée sur la réserve des Crows au début des années 1940. Ce fut le début de la renaissance des traditions.
À partir de 1943 et pendant les vingt années suivantes, Thomas Yellowtail  approfondit sa relation avec le Grand Esprit à travers sa pratique quotidienne de la prière, de la purification et des quêtes périodiques.  Il s'intéresse également à d'autres religions, comme le  christianisme et l'islam et entretient une correspondance avec des auteurs perennialistes tels Frithjof Schuon, Joseph Epes Brown et en:Michael O. Fitzgerald. 
En 1963, John Trehero informe Yellowtail qu'il est désormais investi de la mission de diriger les cérémonies sacrées, culminant chaque année dans la Danse du Soleil. Pendant les trente années suivantes, jusqu'à sa mort à l'âge de 90 ans, Yellowtail a été chef de cérémonie Crow et a contribué à perpétuer la religion des Crows jusqu'à sa mort en novembre 1993.
Yellowtail voulait que chaque Amérindien connaisse les traditions spirituelles de ses ancêtres. Alors que beaucoup de ces traditions étaient perdues, Yellowtail croyait que ce qui en restait était suffisant pour constituer un chemin spirituel valide. Thomas Yellowtail a dicté son autobiographie à Fitzgerald dans l'espoir de préserver les anciennes traditions spirituelles pour les générations futures,.

## Film
- Native Spirit and the Sun Dance Way, documentaire basé sur les mémoires de Yellowtail, DVD, World Wisdom, USA, 2007,